# Hermannsberg (Breitbrunn)
Hermannsberg ist ein Gemeindeteil der Gemeinde Breitbrunn im unterfränkischen Landkreis Haßberge in Bayern.

## Geografie
Das Dorf liegt im südlichen Teil des Naturparks Haßberge an einem Hang oberhalb einer Talmulde, die vom Kulmbach durchflossen wird, der in den Ebelsbach, einen rechten Mainzufluss, mündet. Die Staatsstraße 2274 von Rentweinsdorf nach Ebelsbach führt an Hermannsberg vorbei.

## Geschichte
Der Ortsname geht auf einen Ritter und Ministerialen namens Herimann oder Hermann zurück, der wohl das Gut in Hanglage gründete.
Die Erstnennung war 1338, als Dietreich von Hohenberg und seine Frau Elsebeth ihre 16 Güter in „Breitbrunne“ veräußerten, „ausgenommen den Berck der da heizzet der Hermannsberg“. 1384 erwarb Ludwig IV. von Rotenhan das Rittergut Hermannsberg von den Brüdern Dietrich und Conrad von Bickenbach. Die von Rotenhan waren in den folgenden Jahrhunderten Besitzer des Hofes. Infolge des Dreißigjährigen Kriegs wurde Hermannsberg im Jahr 1661 als eine Wildnis und Einöde beschrieben. 1691 kam das Rittergut Hermannsberg durch Kauf in den Besitz des Würzburger Bischofs. Die Verwaltung erfolgte danach im Amt und Zent Kirchlauter.
Nach der Säkularisation wurde 1814/18 die Gemeinde Hermannsberg gebildet, die zum Landgericht Gleusdorf und Patrimonialgericht Kirchlauter gehörte. Sie bestand aus drei Orten, dem Dorf Hermannsberg mit 40 Einwohnern, dem 2,0 Kilometer entfernten Weiler Edelbrunn mit 20 Einwohnern und der 1,0 Kilometer entfernten Einöde Finkenmühle.
1862 wurde die Ruralgemeinde Hermannsberg in das Landgericht Baunach und das neu geschaffene bayerische Bezirksamt Ebern eingegliedert. Der Hauptort Hermannsberg zählte im Jahr 1871 103 Einwohner. Die Katholiken gehörten zur Pfarrei im 4,5 Kilometer entfernten Kirchlauter. Eine katholische Bekenntnisschule befand sich im 1,0 Kilometer entfernten Breitbrunn. 1900 hatte die 258,11 Hektar große Gemeinde 129 Einwohner, von denen 102 Katholiken und 27 Protestanten waren, sowie 26 Wohngebäude. Der Hauptort zählte 92 Einwohner und 18 Wohngebäude. Die evangelischen Einwohner gehörten zur evangelischen Pfarrei im 3,0 Kilometer entfernten Ort Gleisenau. 1925 lebten in Hermannsberg 109 Personen in 21 Wohngebäuden.
1950 hatte das Dorf 159 Einwohner und 24 Wohngebäude. Im Jahr 1961 zählte Hermannsberg 140 Einwohner und 27 Wohngebäude. 1970 waren es 132 und 1987 106 Einwohner sowie 28 Wohngebäude mit 36 Wohnungen.
Am 1. Januar 1970 wurde Hermannsberg nach Breitbrunn eingegliedert. Am 1. Juli 1972 folgte im Rahmen der Gebietsreform in Bayern die Auflösung des Landkreises Ebern. Hermannsberg kam zum Haßberg-Kreis.